# 恋人たちの予感
『恋人たちの予感』（こいびとたちのよかん、'When Harry Met Sally...'）は、1989年のアメリカ合衆国のロマンティック・コメディ映画。
脚本はノーラ・エフロン、監督はロブ・ライナー、出演はビリー・クリスタルとメグ・ライアンなど。ニューヨークを舞台にした恋愛映画。アメリカ国立フィルム登録簿(2022年選出)
本作で主人公の男女が食事をするロウアー・イースト・サイドにあるコーシャー式デリカテッセンのカッツ・デリカテッセンは観光名所となった。
2025年2月9日開催放映、スーパーボウルのCMで『カッツ・デリ』のフェイク・オーガズムシーンをメグ・ライアンとビリー・クリスタルが再共演。今回のカメオ出演は監督の母ではなくシドニー・スウィーニーが担当。ヘルマンズとカッツ・デリは映画にちなんだ特別企画として「What She's Having（彼女が注文したものを）」と名付けた限定サンドイッチパッケージの全米発送サービスを開始。
また、3月にメグ・ライアンの27年振りアカデミー賞登場では作品賞プレゼンを2人で務めた(映像)
。
「彼女が注文したものを」の監督の母、エステル・ライナーが2008年10月25日、享年94歳で死去。「あのセリフの母が」と全米各紙訃報を報じた。
またこの映画はAFIのアメリカ映画トップコメディ100の23位（29位はライナーの「スパイナル・タップ 」)にランクインしている。
元々ビリー・クリスタルと10年来の友人だった友人役のブルーノ・カービーが2006年8月14日(追悼)、キャリー・フィッシャーが2016年12月27日死去。脚本家ノーラ・エフロン2012年6月26日死去。
ハリー・コニック・ジュニアのサントラは1989年度グラミー賞最優秀ジャズ男性ボーカル賞を受賞した。

## ストーリー
男と女が本当の友人になれるのかという問題を、久しぶりに再会する男と女を通じて描いたロマンティック・コメディ。

## キャスト
| 役名                 | 俳優                       | 日本語吹替             | 日本語吹替               | 日本語吹替     | 日本語吹替     | 日本語吹替 |
| 役名                 | 俳優                       | ソフト版               | 日本テレビ版             | JAL版          | ANA版          |            |
| -------------------- | -------------------------- | ---------------------- | ------------------------ | -------------- | -------------- | ---------- |
| ハリー・バーンズ     | ビリー・クリスタル         | 井上和彦               | 野沢那智                 | 安原義人       | 野島昭生       |            |
| サリー・オルブライト | メグ・ライアン             | 高島雅羅               | 佐々木優子               | 戸田恵子       | 小山茉美       |            |
| マリー               | キャリー・フィッシャー     | 土井美加               | 土井美加                 |                |                |            |
| ジェス               | ブルーノ・カービー         | 牛山茂                 | 田中秀幸                 |                |                |            |
| ジョー               | スティーヴン・フォード     | 大塚明夫               | 菅生隆之                 |                |                |            |
| アリス               | リサ・ジェーン・パースキー | 滝沢久美子             |                          |                |                |            |
| アマンダ             | ミシェル・ニカストロ       | 井上喜久子             |                          |                |                |            |
| ジュリアン           | フランク・ルス             | 幹本雄之               |                          |                |                |            |
| アイラ・ストーン     |                            | 北村弘一               |                          |                |                |            |
| 日本語版制作スタッフ |                            |                        |                          |                |                |            |
| 演出                 | 演出                       | 水本完                 | 蕨南勝之                 |                |                |            |
| 翻訳                 | 翻訳                       | 武満真樹               | 武満真樹                 |                |                |            |
| 調整                 | 調整                       |                        | 金谷和美                 |                |                |            |
| 効果                 | 効果                       |                        | 南部満治 大橋勝次 河合直 |                |                |            |
| 制作                 | 制作                       | ザック・プロモーション | ザック・プロモーション   | グロービジョン | グロービジョン |            |

- ソフト版：1990年発売のVHSに初収録。

その他声の出演：鈴木れい子、峰恵研、加藤正之、巴菁子、有馬瑞香
- 日本テレビ版：初回放送1991年4月19日『金曜ロードショー』

その他声の出演：金内喜久夫、新村礼子、松村彦次郎、麻生美代子、坂本長利、藤波京子、辻村真人、北川智繪、筈見純、前沢迪雄、滝沢久美子、神代知衣、一柳みる、田中正彦、増田裕生、竹口安芸子、秋元羊介、叶木翔子
※ 製作年は不明だが、JAL版とANA版は同じ時期に製作された。
※ 上記の他にもビリー・クリスタルを池水通洋が担当した吹替版が存在する。

## 評価
Rotten Tomatoesによれば、批評家の一致した見解は「ロブ・ライナー監督は感動的で愉快な映画でロマンティック・コメディに新しい基準を打ち立て、ビリー・クリスタルとメグ・ライアンの間の鋭い相互作用によって巧みに支えられている。」であり、128件の評論で68件高評、評論家支持率89％、一般支持率89％(評価数25万）一般平均点5点満点の4.2点となっている(2025-7)。
Metacriticによれば、17件の評論のうち、高評価は13件、賛否混在は4件、低評価はなく、平均点は100点満点中76点となっている。

## 受賞歴
| 賞                         | 部門                                     | 対象               | 結果       |
| -------------------------- | ---------------------------------------- | ------------------ | ---------- |
| 第62回アカデミー賞         | 脚本賞                                   | ノーラ・エフロン   | ノミネート |
| 第47回ゴールデングローブ賞 | 作品賞（ミュージカル・コメディ部門）     |                    | ノミネート |
| 第47回ゴールデングローブ賞 | 監督賞                                   | ロブ・ライナー     | ノミネート |
| 第47回ゴールデングローブ賞 | 脚本賞                                   | ノーラ・エフロン   | ノミネート |
| 第47回ゴールデングローブ賞 | 主演男優賞（ミュージカル・コメディ部門） | ビリー・クリスタル | ノミネート |
| 第47回ゴールデングローブ賞 | 主演女優賞（ミュージカル・コメディ部門） | メグ・ライアン     | ノミネート |
| 第43回英国アカデミー賞     | 作品賞                                   |                    | ノミネート |
| 第43回英国アカデミー賞     | オリジナル脚本賞                         | ノーラ・エフロン   | 受賞       |
| 第42回全米監督協会賞       | 長編映画監督賞                           | ロブ・ライナー     | ノミネート |
| 第42回全米脚本家組合賞     | オリジナル脚本賞                         | ノーラ・エフロン   | ノミネート |

## 興行収入
コロンビア・ピクチャーズは『恋人たちの予感』を「プラットフォーム」手法を用いて公開した。これは少数の選ばれた都市で公開し、口コミで関心を集め、その後数週間かけて徐々に配給を拡大していく手法である。公開初週末、41の劇場で1,094,453ドルの興行収入を記録した。これは50スクリーン未満の映画としては、『スター・ウォーズ』（1977年）に次ぐ2番目に高い興行収入であった。ビリー・クリスタルは、『インディ・ジョーンズ／最後の聖戦』や『バットマン』といった夏のブロックバスターがいくつか控えていたため、興行的に失敗するのではないかと懸念していた。この映画は7月上旬に公開され、1989年7月21日に全国公開され、全国公開初週末で775の劇場で880万ドルの興行収入を記録した。その後、公開劇場は1,174の劇場に拡大され、北米で最終的に9,280万ドルの興行収入を記録し、1,600万ドルの製作費を大きく上回った。

## Blu-ray
- ドイツ盤『恋人たちの予感』 2023年10月20日リリース
『WHEN HARRY MET SALLY...』 - 4K UHD BLU-RAY with DOLBY VISION  4K DIGITAL RESTORATION[14]
- 米国盤『恋人たちの予感』2019年1月8日リリース
『WHEN HARRY MET SALLY...』- BLU-RAY／BRAND NEW 4K RESTORATION[15]

## 舞台
日本ではみゆき座の上映300本記念作品として話題となり、約2か月半のロングラン・ヒットとなった。
2002年に木村佳乃と別所哲也の主演で舞台化された。
2002年7月26日 - 8月4日までシアターコクーンで上演。

### キャスト
- サリー・オルブライト - 木村佳乃
- ハリー・バーンズ - 別所哲也
- マリー - 長野里美
- ジェス - 増沢望
- ダイナーのウェイトレス / 客 / エミリー - ANZA
- ジョー / デリのウェイター / ジュリアン - 山地健仁
- ミセス・クライン - 南風洋子